# Vitpannad stentrast
Vitpannad stentrast (Monticola brevipes) är en fågel i familjen flugsnappare inom ordningen tättingar. Den förekommer i buskmarker i södra Afrika. Beståndet anses vara livskraftigt.

## Utseende och läte
Vitpannad stentrast är en liten och kompakt stentrast med korta ben. Hanen har grå rygg och diagnostiskt pärlgrå hjässa. Den har vidare ett ljusare ögonbrynsstreck, vilket ger en tvåtonad effekt på huvudet. Honan skiljer sig från andra stenstrastar genom den satta kroppsbyggnaden och vit strupe inramad av mörkare fläckar. Hane vaktstentrast har mer upprätt hållning med mer enfärgad blågrått på huvudet, men även vidare ner på bröstet. Kapstentrasten är mycket större och har brun rygg.

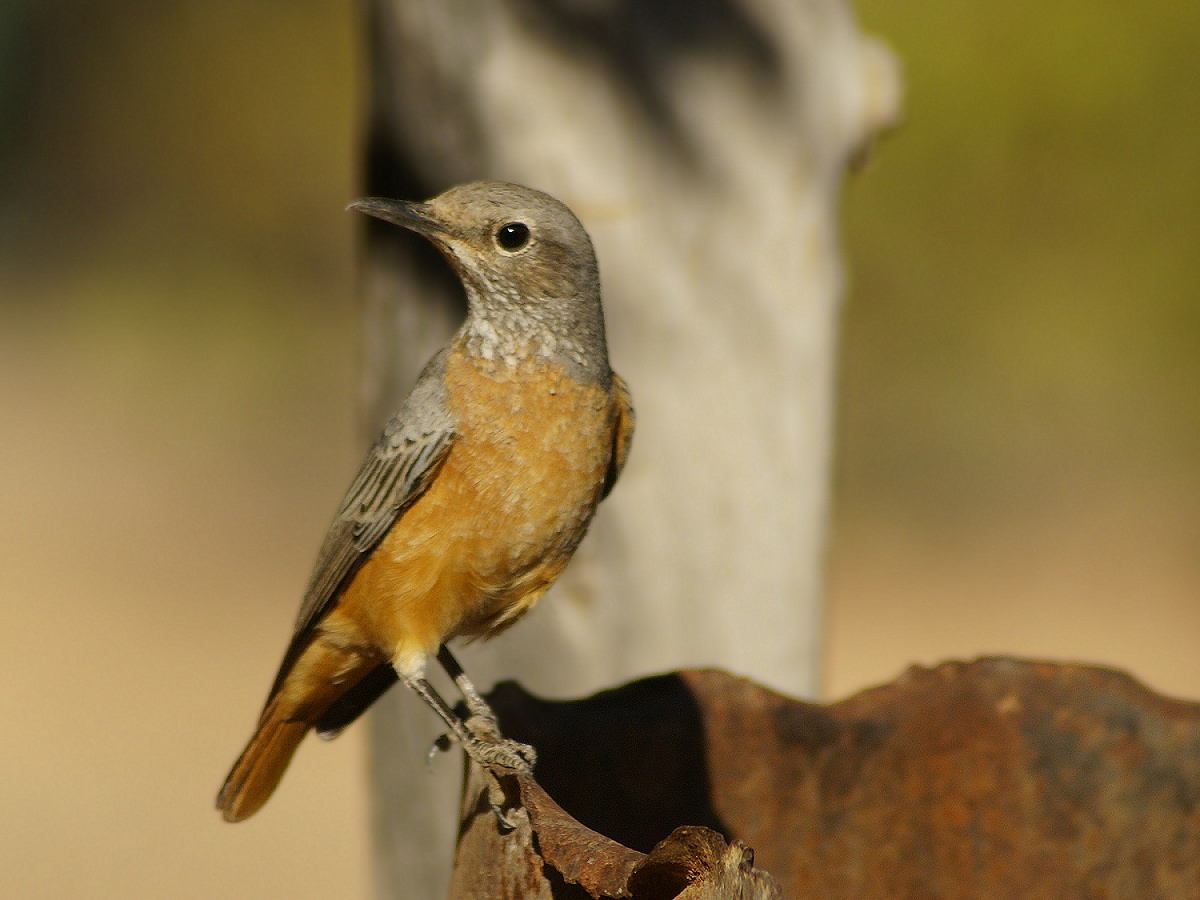
Hona i regionen Kunene, Namibia.

## Utbredning och systematik
Vitpannad stentrast förekommer i södra Afrika. Den delas in i tre underarter med följande utbredning:
- Monticola brevipes brevipes – från Angola till Namibia, Botswana och västra Sydafrika
- Monticola brevipes pretoriae – sydöstra Botswana, centrala Sydafrika (österut från Norra Kapprovinsen) och Swaziland

### Familjetillhörighet
Stentrastarna ansågs fram tills nyligen liksom bland andra stenskvättor, rödstjärtar och buskskvättor vara små trastar. DNA-studier visar dock att de är marklevande flugsnappare (Muscicapidae) och förs därför numera till den familjen.

## Levnadssätt
Vitpannad stentrast bebor klippiga områden i torra buskmarker. Där ses den i par eller lösa grupper, ofta sittande synligt i toppen på buskar, på telefonledningar och stolpar.

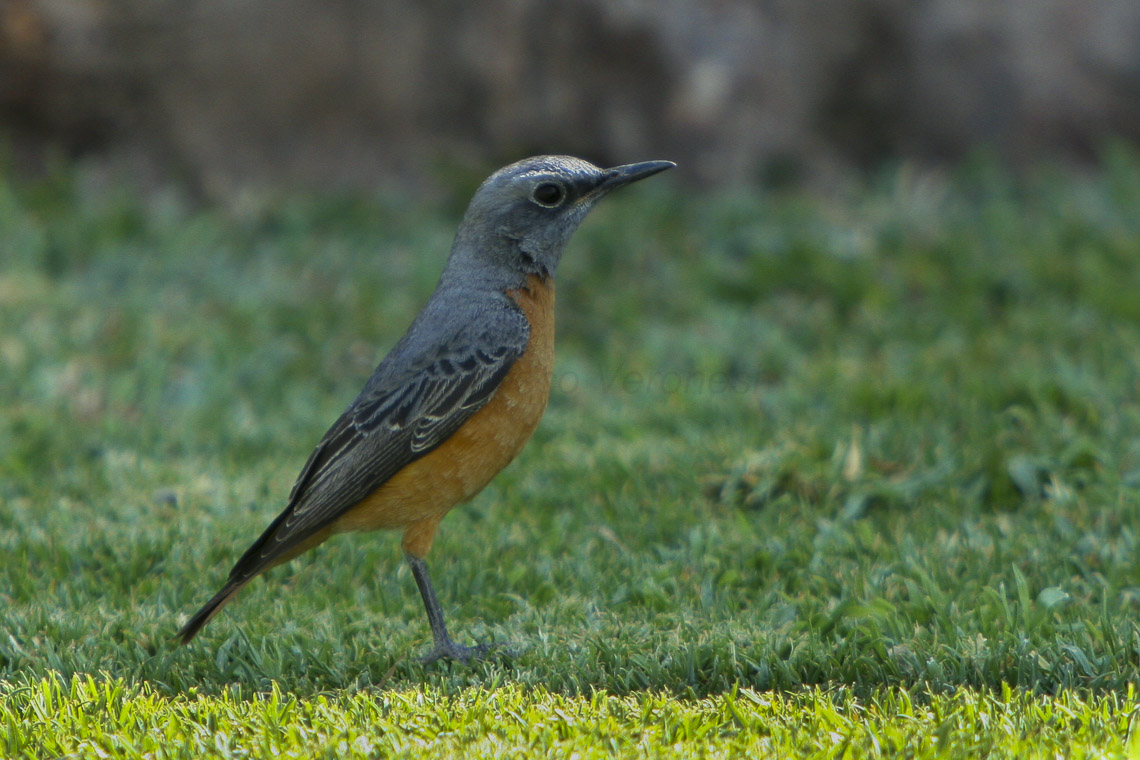
Hane fotograferad i Etosha, Namibia.

## Status
Arten har ett stort utbredningsområde och beståndet anses stabilt. Internationella naturvårdsunionen IUCN listar den därför som livskraftig (LC).